# 瀨戶內地方

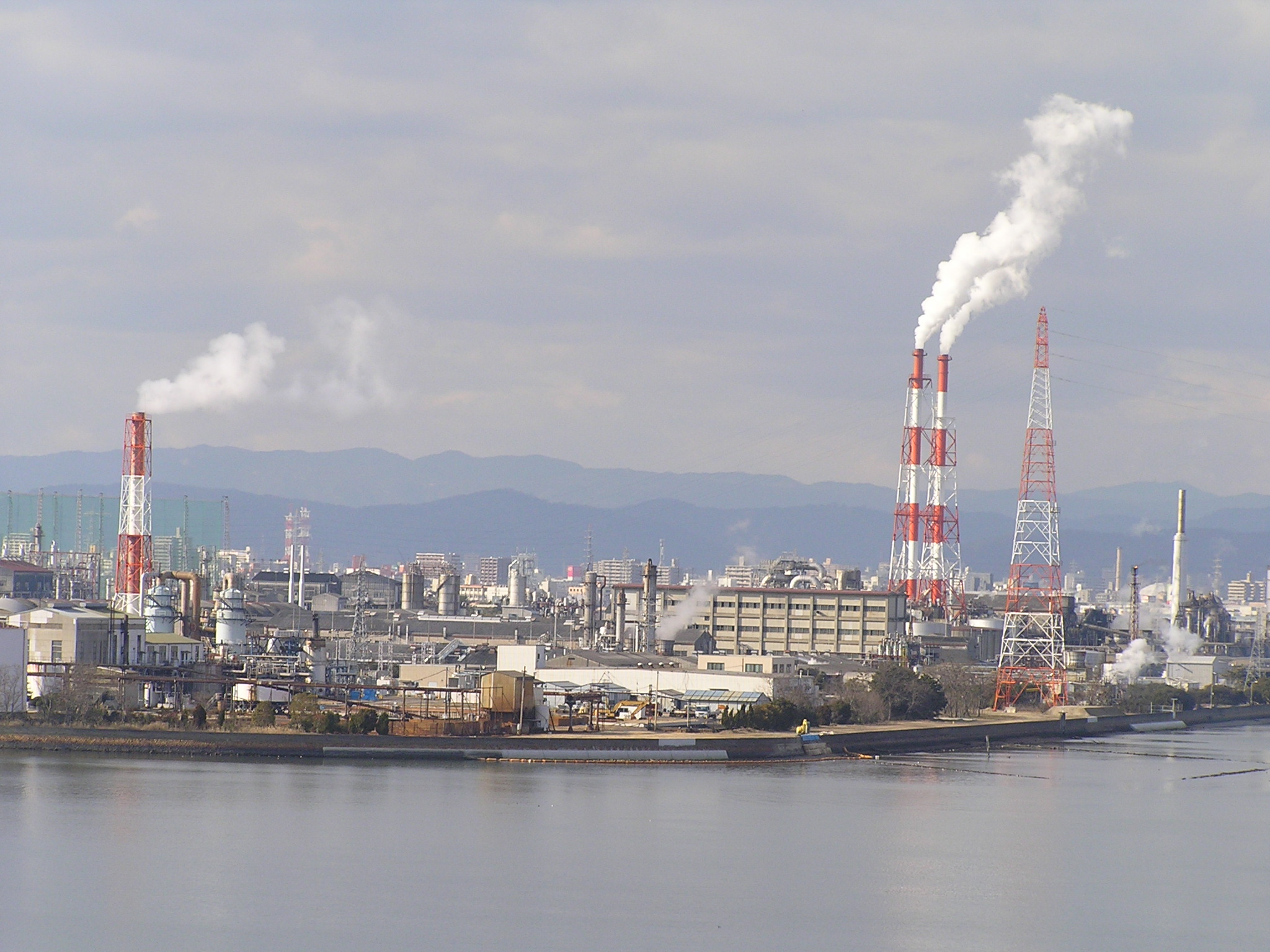
瀨戶內工業區

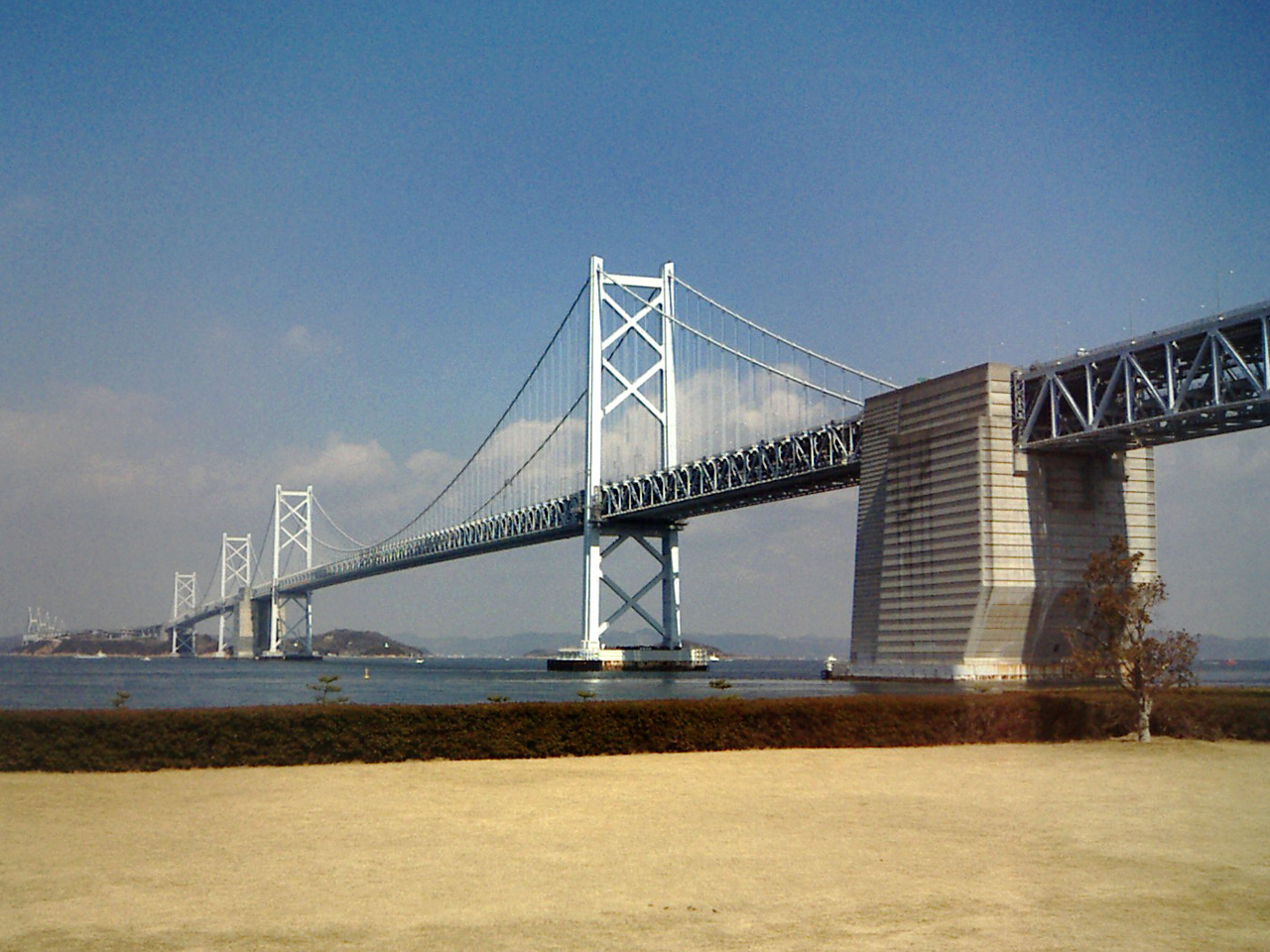
南備讚瀨戶大橋

瀨戶内地方 （日语：／ setouchi chohō */?）是日本的地理區劃之一，包括本州西部、四國及九州北部瀕臨瀨戶内海的地區。一般包括山陽（兵庫縣播州地方及岡山縣、廣島縣、山口縣）、四國北部的香川縣和愛媛縣。另一概念相似的地理分區為「中國、四國地方」。該地區屬于瀨戶内式氣候，氣候乾燥降雨稀少。

## 關聯條目
- 瀨戶内海
- 瀨戶大橋
- 瀨戶大橋線
- 本四備讚線
- 瀨戶淡路鳴門自動車道
- 瀨戶中央自動車道
- 瀨戶内海式氣候
- 瀨戶内工業地域
- 西瀨戶
- 瀨戶内市